# Севлаг
Севла́г (Се́верный исправи́́тельно-трудовой ла́герь) — лагерное подразделение, действовавшее в структуре Дальстрой.

## История
Севлаг был организован в 1949 году. Управление ИТЛ размещалось в посёлке Ягодное, Магаданская область. В оперативном командовании оно подчинялось первоначально Главному управлению исправительно-трудовых лагерей Дальстрой, а позднее — Управлению северо-восточных исправительно-трудовых лагерей Министерства юстиции СССР (УСВИТЛ МЮ) (позднее УСВИТЛ передан в систему Министерства внутренних дел).
Максимальное единовременное количество заключенных могло достигать более 15 500 человек.
Севлаг прекратил своё существование в 1957 году.

## Производство
Основным видом производственной деятельности заключенных были горнорудные работы.